# Симеон (Попов)
Митрополит Симеон (в миру Одисей Николов Попов; 9 февраля 1840, Бургас — 23 октября 1937, Варна) — епископ Болгарской православной церкви, митрополит Варненский и Преславский.

## Биография
Родился в 1840 году в городе Бургас, но происходил из старого болгарского рода из села Факия.
Начальное образование Одисей получил в греческом училище в Бургасе, поскольку болгарского тогда не было. В 1856 году поступил в патриаршее богословское училище на остров Халки. После завершения богословского образования в 1863 году, принимает на Афоне монашество с именем Симеон.
В 1870 году принимает священство и становится протосинкеллом митрополита Видинского Анфима (Чалыкова). После избирания митрополита Анфима болгарским экзархом уехал с ним в Константинополь, где становится протосинкеллом Болграского Экзарха.
21 август 1872 года избран и рукоположён митрополитом Варненским и Преславским.
Митрополит Симеон возглавлял свою кафедра в продолжение 65 лет (1872—1937) — случай беспрецедентный в истории Болгарской Церкви. За эти годы он не только был инициатором активного храмостроительства в своей епархии, в том числе кафедрального собора в Варне (1880—1919), но также инициатором издания «Церковнного вестника» (с 1900 года), а также синодального болгарского перевода Библии (1925), развивал духовное образование в Болгарии.
С 1874 по 1913 годы являлся постоянным членом Священного Синода, а в 1888-м и с 1902 по 1905 годы являлся его председателем. Участвовал в подготовке церковной организация в Болгарском Княжестве и реформировании устав Экзархата.
В 1879 году заместитель председателя Учредительного собрания, народный представитель в нескольких парламентах. Перевёд с греческого ряд источников по болгарской истории: послания на святого Климента Римского, послание константинопольского патриарха Фотия болгарскому князю Борису I (1917), письма блаженного Феофилакта Охридского, архиепископа Болгарского (1938) и другие.
С 1881 года — член корреспондент, от 1884 года — член на Болгарского литературного общества, с 1929 года — почётный член Болгарского академии на наук.
Скончался 23 октября 1937 года в Варне, где был погребён.